# Wohn- und Wirtschaftsgebäude Peter-Springer-Straße 15
Das Wohn- und Wirtschaftsgebäude Peter-Springer-Straße 15 in der niedersächsischen Gemeinde Lamstedt-Ihlbeck, Samtgemeinde Börde Lamstedt, im Landkreis Cuxhaven stammt aus dem 19. Jahrhundert. Aktuell (2024) wird es als Wohnhaus und wohl landwirtschaftlich genutzt.
Das Gebäude steht unter Denkmalschutz (siehe auch Liste der Baudenkmale in Lamstedt).

## Geschichte und Beschreibung
Fünf Kilometer östlich von Lamstedt liegt das im 19. Jahrhundert gegründete, 1972 eingemeindete, kleine Dorf und ehemalige Moorkolonie Ihlbeck mit dem stark baumumwachsenem Grundstück Peter-Springer-Straße 15.
Das eingeschossige giebelständige Gebäude als Hallenhaus in Fachwerk mit Steinausfachungen, mit pfannengedecktem Satteldach wurde um 1880 gebaut. Der Wirtschaftsgiebel hat eine Groote Door mit Korbbogen, ein Uhlenloch, ein regelmäßiges Rasterfachwerk und die regionaltypische senkrechte Verbretterung im oberen Giebeldreieck.
Das Landesdenkmalamt befand u. a.: „… orts- und siedlungsgeschichtlicher, gebäudetypischer, straßen- und ortsbildprägender Zeugniswert …“
In der Nähe steht das auch denkmalgeschützte Wohn- und Wirtschaftsgebäude Peter-Springer-Straße 23 von 1854 als erstes Haus der Siedlung.
Hinweis: Die Straße wurde nach dem langjährigen (1929–1946, 1948–1968) Bürgermeister von Ihlbeck, Peter Springer, benannt.